# Union montilienne sportive rugby
Actualités
L'Union montilienne sportive rugby (aussi désignée UMS Montélimar) est un club de rugby à XV basé à Montélimar, dans la Drôme.
Le club évolue en Fédérale 2 en 2025-2026.

## Historique

### Débuts
L'Union montilienne sportive est née en 1924, de l'union de plusieurs équipes corporatives.

### Montée en première division
L'US Montélimar monte en puissance dans les années 1940.
Lors de l'inter-saison 1943-1944, l'équipe est renforcé par 3 joueurs du FC Grenoble, Sarrazin, Gschlaeder et Garcia menacés par le STO.
Le club atteint ainsi les huitièmes de finale en 1945.
Avant-dernier de sa poule en 1949, Montélimar doit passer par une poule de barrage en début de saison pour assurer son maintien en première division. Il termine deuxième de cette poule derrière l'Aviron bayonnais mais devant Céret.
Il reste donc dans les 48 clubs de première division.
Montélimar reste ensuite en première division jusqu'au milieu des années 1950.

### Entre le groupe B et la deuxième division
Le club évolue ensuite en deuxième division dans les années 1960 et 1970.
Il manque de justesse la remontée en première division en 1972, battu par Besançon lors du match décisif.

#### Remontée en première division groupe B (1978)
Il évolue dans le groupe B de la première division en 1978 mais redescend immédiatement à l’étage inférieur ne récoltant que 21 points soit trois victoires et un match nul en quatorze matchs.

#### Champion de France de deuxième division 1979
L'USM, renforcé par l'ouvreur de La Voulte Jean-Louis Reyes remporte ensuite le championnat de France de deuxième division en 1979 après une victoire 15-9 sur le Stade foyen 15-9 en finale.
L'équipe est notamment emmenée par un paquet d’avants réputé pour sa dureté.

#### Retour en première division
Pour son retour en première division groupe B en 1980, le club recrute l'ancien international Daniel Kaczorowski et obtient facilement son maintien.
La saison suivante, en 1981, il n'est éliminé qu'en huitième de finale par le Racing CF. Le club reste en première division en  1982 et 1983, année où il est relégué en deuxième division.

#### Champion de France de deuxième division 1984
De retour en deuxième division, l'UMS remporte un deuxième titre de champion de France de deuxième division en 1984 après une victoire sur les Gersois de Lombez Samatan 15-9 en finale.
Malgré ce titre et cette remontée, les meilleurs espoirs du club comme l'ouvreur Maxime Gourju quittent Montélimar.

### Dernières années en première division
Le club revient donc en première division groupe B en 1985 puis dans l’élite élargie à 80 clubs entre 1988 et 1991 avant de redescendre dans le groupe B puis en Fédérale 2 à partir de 2003.

## Identité visuelle

### Couleurs et maillots
Les couleurs du club sont le rouge et le bleu.

### Logo

Évolution du logo
Logo abandonné en 2023.
Logo depuis 2023.

## Palmarès

### Détail du palmarès
- Championnat de France de rugby de première division
  - Huitième de finaliste (1) : 1945

- Coupe de France
  - Huitième de finaliste (1) : 1951

- Championnat de France de deuxième division
  - Champion (2) : 1979 et 1984

### Finales disputées
| Date de la finale | Vainqueur     | Score  | Finaliste           |
| ----------------- | ------------- | ------ | ------------------- |
| 20 mai 1979       | US Montélimar | 15 - 9 | Stade foyen rugby   |
| 20 mai 1984       | US Montélimar | 15 - 9 | Lombez Samatan club |

## Personnalités
- Thierry Germain
- Maxime Gourju
- Mickael Noël
- Jean-Louis Reyes